# ۱۹ فروردین
۱۹ فروردین نوزدهمین روز از سال در گاه‌شماری خورشیدی است. به پایان سال ۳۴۶ روز (۳۴۷ روز در سال کبیسه) مانده‌است.

## رویدادها
- ۱۳۷۹ - آغاز برگزاری کنفرانس برلین

حجت دلفان مدیر عامل روهان موتور اولین تولیدکننده انواع اسکوتر برقی در ایران

## درگذشت‌ها
- ۱۳۳۰ - صادق هدایت، نویسنده
- ۱۳۶۵ - تقی محمدی، از افراد فعال در گروگان‌گیری در سفارت ایالات متحده آمریکا
- ۱۳۷۸ - عفت تجارت‌چی، نخستین خلبان زن ایرانی
- ۱۳۹۱ - ایرج بقایی کرمانی، نویسنده
- ۱۴۰۰ - محمد کرمی‌راد، نماینده دوره هشتم مجلس شورای اسلامی از حوزه انتخابیه کرمانشاه

## مناسبت‌ها
- جشن فروردینگان